# Вашингтон (Західна Вірджинія)
Вашингтон (англ. Washington) — переписна місцевість (CDP) в США, в окрузі Вуд штату Західна Вірджинія. Населення — 1151 особа (2020).

## Географія
Вашингтон розташований за координатами 39°14′43″ пн. ш. 81°39′32″ зх. д. / 39.24528° пн. ш. 81.65889° зх. д. (39.245307, -81.658976).  За даними Бюро перепису населення США в 2010 році переписна місцевість мала площу 11,35 км², з яких 10,77 км² — суходіл та 0,58 км² — водойми.

## Демографія
Згідно з переписом 2010 року, у переписній місцевості мешкало 1175 осіб у 484 домогосподарствах у складі 372 родин. Густота населення становила 104 особи/км².  Було 533 помешкання (47/км²).
Расовий склад населення:
| - 97,3 % — білих - 1,1 % — азіатів - 0,2 % — чорних або афроамериканців - 0,1 % — корінних американців |

До двох чи більше рас належало 1,2 %. Частка іспаномовних становила 0,8 % від усіх жителів.
За віковим діапазоном населення розподілялося таким чином: 20,6 % — особи молодші 18 років, 60,8 % — особи у віці 18—64 років, 18,6 % — особи у віці 65 років та старші. Медіана віку мешканця становила 45,6 року. На 100 осіб жіночої статі у переписній місцевості припадало 98,5 чоловіків;  на 100 жінок у віці від 18 років та старших — 94,8 чоловіків також старших 18 років.
Середній дохід на одне домашнє господарство  становив 92 913 долари США (медіана — 80 938), а середній дохід на одну сім'ю — 103 969 доларів (медіана — 100 592). Медіана доходів становила 60 707 доларів для чоловіків та 35 714 долари для жінок. За межею бідності перебувало 1,4 % осіб, у тому числі 4,4 % дітей у віці до 18 років та 0,0 % осіб у віці 65 років та старших.
Цивільне працевлаштоване населення становило 641 осіб. Основні галузі зайнятості: освіта, охорона здоров'я та соціальна допомога — 22,2 %, виробництво — 15,6 %, фінанси, страхування та нерухомість — 14,8 %.